# Rejon iwanicki
Rejon iwanicki – dawny rejon obwodu wołyńskiego Ukrainy.
Został utworzony w 1966 (wcześniej, w latach 1957-1962 funkcjonował jako nowowołyński). Jego powierzchnia wynosiła 645 km². Zlikwidowany został w ramach reformy administracyjnej w 2020 roku. Jego ziemie weszły w skład nowego rejonu włodzimierskiego.
Na terenie rejonu znajdowały się jedna osiedlowa rada i 23 silskie rady, obejmujące w sumie 58 miejscowości. Siedzibą władz rejonowych były Iwanicze.

## Miejscowości rejonu iwanickiego
- Bilicze (Біличі)
- Bortnów (Бортнів)
- Budziatycze (Будятичі)
- Bużanka (Бужанка)
- Bużkowicze (Бужковичі)
- Chrenów (Хренів)
- Cucniów (Петрове)
- Dolinka (Долинка)
- Dorohiniczki (Шахтарське)
- Drewinie (Древині)
- Gruszów (Грушів)
- Grzybowica (Грибовиця)
- Iwanicze (Іваничі)
- Janewicze (Іванівка)
- Janów (Іванів)
- Kałusów (Гряди)
- Kłopoczyn (Клопочин)
- Kołonna (Колона)
- Kosmówka (Космівка)
- Kropiwszczyzna (Кропивщина)
- Krzeczów (Кречів)
- Lachów (Старосілля)
- Leżnica (Лежниця)
- Lisznia Nowa (Нова Лішня)
- Lisznia Stara (Стара Лішня)
- Litowiż (Литовеж)
- Łukowicze (Луковичі)
- Męczyce (Менчичі)
- Michale (Михалє)
- Milatyn (Милятин)
- Młyniska (Млинище)
- Molników (Мовники)
- Morozowicze (Морозовичі)
- Myszów (Мишів)
- Niskienicze (Низкиничі)
- Oryszcze (Орищі)
- Ośmiłowicze (Осмиловичі)
- Poromów (Поромів)
- Poryck (Павлівка)
- Przesławicze (Переславичі)
- Radowicze (Радовичі)
- Romanówka (Романівка)
- Rusowicze (Русовичі)
- Rykowicze (Риковичі)
- Samowola (Самоволя)
- Sosnyna (Соснина)
- Stary Poryck (Старий Порицьк)
- Szczeniatyn Duży (Щенятин)
- Szczeniatyn Mały (Лугове)
- Topieliszcze (Топилище)
- Trubki (Трубки)
- Tyszkiewicze (Тишковичі)
- Werchnów (Верхнів)
- Wolica (Волиця)
- Wolica Morozowicka (Волиця-Морозовицька)
- Zabołotce (Заболотці)
- Zastawne (Заставне)
- Zaszkiewicze (Жашковичі)
- Zawidów (Завидів)